# Jörg Feustel-Büechl

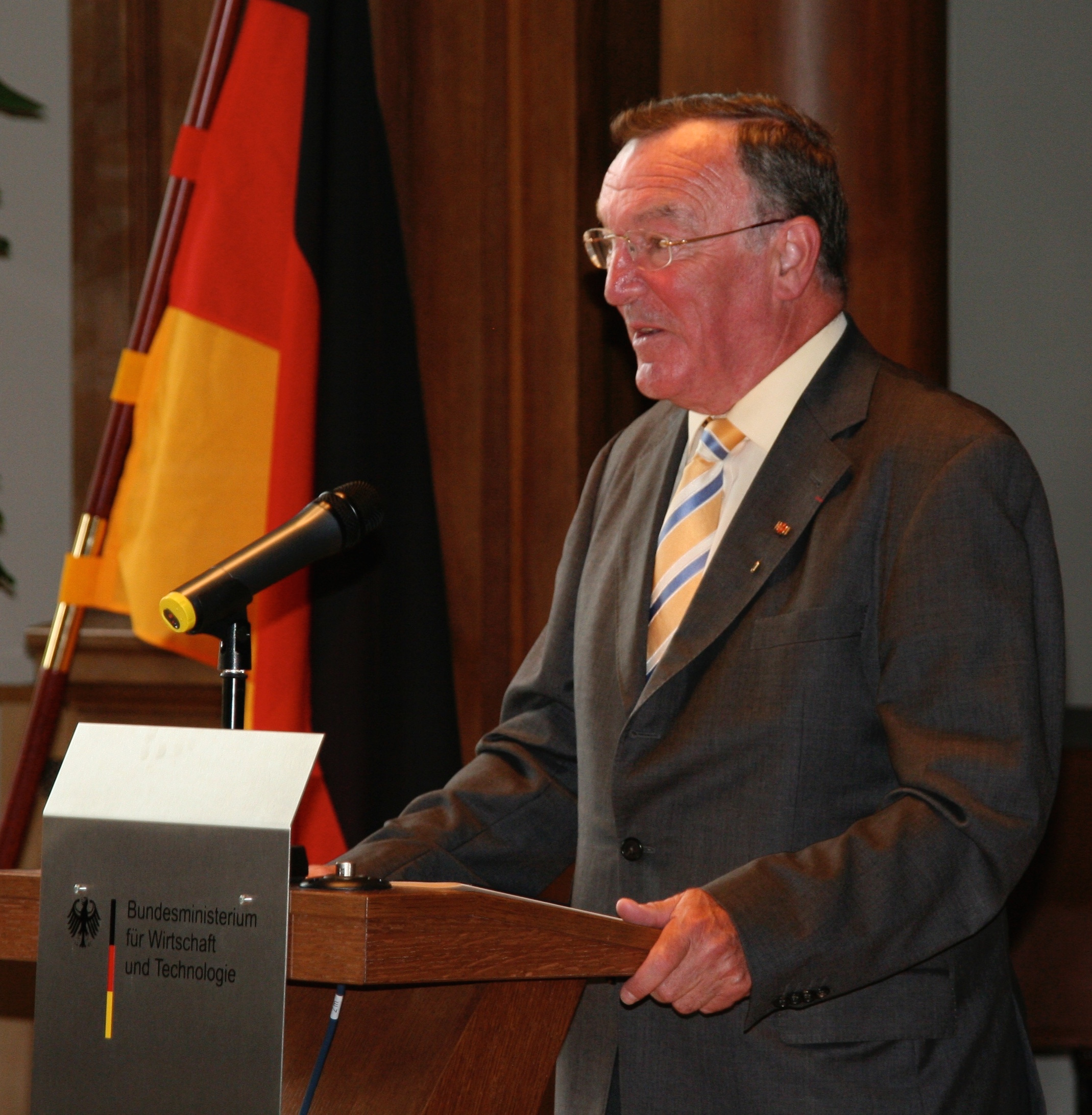
Jörg Feustel-Büechl bei der Verleihung des Bundesverdienstkreuzes

Jörg Feustel-Büechl (* 6. September 1940 in Regensburg) ist ein deutscher Raumfahrtfunktionär. Er war von 1994 bis 2005 Direktor der bemannten Raumfahrt der europäischen Weltraumorganisation ESA.

## Leben
1967 schloss Feustel-Büechl sein Maschinenbaustudium an der TH München ab. Er begann seine Karriere bei MAN Turbo als Raumfahrtingenieur, wo er sich überwiegend mit der Entwicklung von Trägerraketen beschäftigte. Er stieg auf bis zum Bereichsdirektor mit Verantwortung für die Entwicklungsaktivitäten der MAN – Neue Technologie.
Zum 1. November 1986 wurde er zum Direktor für Raumtransportsysteme der ESA berufen. Sein Verantwortungsbereich umfasste die Entwicklung des Ariane-Programms und des Hermes Raumgleiters.
1994 wurde er zum Direktor für bemannte Raumfahrt und Mikrogravitation ernannt. Seine Verantwortung galt der Entwicklung des ESA-Anteils der Internationalen Raumstation ISS.
Von 2005 bis 2007 fungierte Feustel-Büechl als Direktor für Reformen.
Jörg Feustel-Büechl war der längst dienende Direktor der ESA.
Er war von 2007 bis 2014 Mitglied der Senatskommission der Helmholtz-Gemeinschaft Deutscher Forschungszentren.
2012 gründete Feustel-Büechl mit Partnern den Münchener Raumfahrtstammtisch mit mittlerweile über 100 Mitgliedern aus Industrie, Forschung und Verwaltung.

## Auszeichnungen
- Ritter der Französischen Ehrenlegion
- Offizier des Ordens Oranje Nassau
- Bundesverdienstkreuz 1. Klasse (2008)
- Blue Planet Orden
- Légion d’honneur